# The Great British Bake Off
The Great British Bake Off (muitas vezes abreviado para Bake Off ou GBBO) é uma competição televisiva britânica de pastelaria. Produzida pela Love Productions, nela, um grupo de pasteleiros amadores competem entre si numa série de provas, tentando impressionar um grupo de juízes com as suas habilidades de pastelaria e panificação. Em cada ronda, é eliminado um participante, e o vencedor é selecionado entre os competidores que chegam à final. O primeiro episódio foi para ao ar a 17 de agosto de 2010, com as primeiras quatro séries transmitidas na BBC Two, até que a sua crescente popularidade levou a BBC a mudá-lo para a BBC One nas três temporadas seguintes. Após a sétima temporada, a Love Productions assinou um contrato de três anos com o Channel 4 para produzir a série para a emissora.
O programa foi apresentado originalmente por Sue Perkins e Mel Giedroyc, tendo como jurados Mary Berry e Paul Hollywood. Após a mudança para o Channel 4, Noel Fielding e Sandi Toksvig assumiram o papel de apresentadores, mas Toksvig foi posteriormente substituída por Matt Lucas. Atualmente, Hollywood e Prue Leith são os jurados em funções. Por ordem cronológica, os vencedores do programa foram: Edd Kimber, Joanne Wheatley, John Whaite, Frances Quinn, Nancy Birtwhistle, Nadiya Hussain, Candice Brown, Sophie Faldo, Rahul Mandal, David Atherton, Peter Sawkins e Giuseppe Dell'Anno.
A série é creditada por revigorar o interesse por pastelaria e panificação em todo o Reino Unido e na Irlanda, com lojas no Reino Unido relatando aumentos acentuados nas vendas de ingredientes e acessórios para estas atividades. Muitos dos seus participantes, incluindo os vencedores, prosseguiram novas carreiras nestas áreas.
O programa, galardoado com múltiplos BAFTA, deu origem a uma série de outros programas televisivos especiais e spin-offs: uma série de caridade com celebridades, em ajuda ao Sport Relief / Comic Relief ou Stand Up to Cancer; Junior Bake Off para crianças (transmito no canal CBBC e, posteriormente, no Channel 4, a partir de 2019); a série de comentário e acompanhamento The Great British Bake Off: An Extra Slice; e Bake Off: The Professionals para equipas de confeiteiros. Em 27 de outubro, foi anunciado que o formato do Great British Bake Off tinha sido renovado para a sua décima segunda série, exibida no Channel 4 em 2021. Em 2 de novembro de 2021, o programa foi renovado para a sua décima terceira série, com estreia televisiva marcada para 2022.
A série foi exibida em outros países; nos Estados Unidos e Canadá, onde "Bake-Off" é uma marca registrada de propriedade da Pillsbury, tem o título The Great British Baking Show. O formato foi vendido globalmente para produção de versões localizadas e foi usado como base para duas séries da BBC Two, The Great British Sewing Bee e The Great Pottery Throw Down. No Brasil, o formato deu origem ao programa Bake Off Brasil - Mão na Massa.

## Formato
O programa funciona com base num processo de eliminação semanal para encontrar a pessoa mais versátil em pastelaria/panificação entre os concorrentes, que são todos amadores. Foram escolhidos dez participantes para a primeira série, doze para as duas séries seguintes, treze para a quarta e décima, e doze da série cinco para a série nove, e da série onze em diante.
Em cada episódio, os pasteleiros amadores recebem três desafios com base no tema daquela semana: um bolo de assinatura, um desafio técnico e um show-stopper, em que têm de impressionar os juízes. Os três desafios acontecem ao longo de dois dias, e as filmagens levam até 16 horas por dia. Com a excepção da nona temporada, a primeira semana da competição era geralmente "Semana do Bolo". Os competidores são avaliados pelos juízes, que escolhem uma "Estrela da Pastelaria" dessa semana (introduzida na série 2), e decidem qual dos participantes é eliminado. Na ronda final, restam três padeiros e um vencedor é escolhido entre os três.
Na primeira série, a localização do elenco e da equipa mudava de cidade em cidade a cada semana, mas a partir da segunda série, a competição passou a ser realizada em apenas um local, numa tenda especialmente construída para o efeito. Intercalados no programa estão os antecedentes dos concorrentes, bem como, nas primeiras séries, vinhetas de vídeo com detalhes sobre a história da panificação e da pastelaria.